# Trine Strand
Trine Strand es una deportista noruega que compitió en lucha libre. Ganó dos medallas en el Campeonato Mundial de Lucha, plata en 1993 y bronce en 1989.

## Palmarés internacional
| Campeonato Mundial | Campeonato Mundial | Campeonato Mundial | Campeonato Mundial |
| Año                | Lugar              | Medalla            | Categoría          |
| ------------------ | ------------------ | ------------------ | ------------------ |
| 1989               | Martigny (Suiza)   | Medalla de bronce  | 44 kg              |
| 1993               | Stavern (Noruega)  | Medalla de plata   | 44 kg              |